# Richard Hughes (hudebník)
Richard David Hughes (* 8. září 1975, Gravesend) je bubeník britské rockové skupiny Keane.